# Mustafa Şentop
Mustafa Şentop (ur. 6 sierpnia 1968 w Tekirdağu) – turecki polityk i prawnik, profesor, deputowany, od 2019 do 2023 przewodniczący Wielkiego Zgromadzenia Narodowego Turcji.

## Życiorys
Ukończył studia prawnicze na Uniwersytecie Stambulskim. Magisterium i doktorat uzyskał na Uniwersytecie Marmara. Został nauczycielem akademickim na tej uczelni, w 2011 uzyskał pełną profesurę. Zajmował stanowisko prodziekana wydziału prawa. Wykładał także na innych uczelniach w Turcji, powoływany w skład organów redakcyjnych różnych czasopism naukowych. Był prezesem stambulskiego centrum badań ekonomicznych i społecznych ESAM.
Zaangażował się w działalność polityczną w ramach Partii Sprawiedliwości i Rozwoju. Z listy AKP w 2011 po raz pierwszy uzyskał mandat deputowanego. Z powodzeniem ubiegał się o poselską reelekcję w obu wyborach w 2015 oraz w 2018. Pełnił funkcję wiceprzewodniczącego swojej partii odpowiedzialnego za kampanie wyborcze. W lutym 2019 wybrany na przewodniczącego Wielkiego Zgromadzenia Narodowego Turcji (jego poprzednik Binali Yıldırım ustąpił w związku z kandydowaniem na burmistrza Stambułu). Funkcję tę pełnił do końca kadencji w 2023.